# KLM-Reihe
Die KLM-Reihe, auch KLM-Line oder Green Unit genannt, bezeichnet eine sehr erfolgreiche Eishockey-Sturmreihe aus den 1980er Jahren. Sie bestand aus den Spielern Wladimir Krutow, Igor Larionow und Sergej Makarow. Sie wird im Allgemeinen als die beste europäische Sturmreihe aller Zeiten betrachtet. Noch heute benennen viele NHL-Stars eines der Mitglieder als ihr Idol.

## Entstehung
In der Sowjetunion war es lange Tradition, solche Reihen über die Jahre hinweg zu entdecken und zu fördern. In den 1940er und 1950er Jahren waren es Jewgeni Babitsch, Wsewolod Bobrow und Wiktor Schuwalow. In den 1970er Jahren waren es Boris Michailow, Waleri Charlamow und Wladimir Petrow, diese wurden dann von der KLM-Reihe abgelöst, welche die sowjetische und internationale Szene während der 1980er Jahre beherrschte.
Der sowjetische Nationaltrainer Wiktor Tichonow entdeckte zuerst den talentierten Schlittschuhläufer und Linksschützen Sergei Makarow. Tichonow holte ihn daraufhin zu HK ZSKA Moskau. 
Wladimir Krutow, ein sehr stämmiger und kräftiger linker Flügel, wurde durch Waleri Charlamow entdeckt. Krutow war bei ZSKA ausgebildet und trainiert worden und ein großer Rückhalt für den damaligen Armeeverein.
Der in Woskressensk geborene Igor Larionow, der spätere Center der Reihe, wurde durch Nikolai Epstein entdeckt, während er für Chimik Woskressensk spielte.

## Nationalteam
Jeder einzelne von ihnen gewann zahlreiche Preise und Meisterschaften, doch im Team waren sie besonders stark: Zusammen mit den Verteidigern Wjatscheslaw Fetissow und Alexei Kassatonow bildeten sie jahrelang den 1. Block der Sowjetischen Nationalmannschaft und waren maßgeblich an deren Erfolgen zu dieser Zeit beteiligt. Kassatonow meinte hierzu: „Wir hatten nur eine Regel, wenn ein Gegner nur einen von uns in einem Spiel berührte, war er eines jeden Feind.“
Als diese drei Spieler die Eishockey-Szene während des Canada Cup 1981 betraten, waren sie zwar erst 21 (Krutow und Larionow) und 23 (Makarow) Jahre alt, aber bereits Stars. Sie erreichten während des Turniers 22 Punkte (11+11) in sieben Spielen und waren die Maßeinheit innerhalb der sowjetischen Gruppe. So gewannen sie auch das Finale gegen Kanada mit 8:1.
Im Canada Cup 1984 sammelte die KLM-Reihe noch einmal 18 Punkte (10+8) in sechs Spielen. Jedoch verloren sie das Halbfinale gegen Kanada mit 2:3 in Overtime. 
1987 spielte die KLM-Reihe erneut beim Canada Cup und lieferte sich ein Duell mit der Sturmreihe um Goulet-Gretzky-Lemieux aus dem kanadischen Nationalteam. Die KLM-Reihe konnte 32 Punkte (15+17) in neun Spielen erreichen.

## Andere Reihen gleichen Namens
Ebenfalls als „KLM line“ bezeichnet wird eine Sturmkombination der Dallas Stars, die in der Saison 2003/04 besonders herausragte. Sie bestand aus Niko Kapanen, Jere Lehtinen und Brenden Morrow.